# Międzynarodowy Dzień Migrantów
Międzynarodowy Dzień Migrantów, ang. International Migrants Day – coroczne święto obchodzone na świecie 18 grudnia, ustanowione przez Zgromadzenie Ogólne ONZ 4 grudnia 2000 roku (rezolucja 55/93) na wniosek Rady Gospodarczej i Społecznej w celu zapewnienia przestrzegania praw człowieka i podstawowych wolności wszystkich migrantów.

## Na świecie
Data obchodów nie jest przypadkowa. 18 grudnia 1990 roku została uchwalona przez Zgromadzenie Ogólne ONZ Międzynarodowa Konwencja o Ochronie Praw Wszystkich Pracowników – Migrantów i Członków Ich Rodzin (rezolucja 45/158). Jak podaje Ośrodek Informacji ONZ w Warszawie, na świecie co 35 osoba jest migrantem, żyje i pracuje poza krajem swojego pochodzenia. Migranci stanowią część populacji we wszystkich państwach na świecie.
Normy prawne chroniące migrantów znajdują się także w Konwencji MOP Nr 97 z 1949 oraz Konwencji nr 143 z 1975.

## Kościół katolicki wobec migrantów
W drugą niedzielę po uroczystości Objawienia Pańskiego w Kościele katolickim obchodzony jest „Światowy Dzień Migranta i Uchodźcy”. W instrukcji Papieskiej Rady ds. Duszpasterstwa Migrantów i Podróżujących (1978 r.), która zachęca do regularnego obchodzenia Dnia Migranta, jest zapis, że Dzień ten:
„Jest (on) pomyślany jako odpowiednia okazja dla pobudzenia wspólnot chrześcijańskich do odpowiedzialności wobec braci migrantów oraz do obowiązku współdziałania w rozwiązywaniu ich różnorakich problemów”.

## W Polsce
W Polsce Dzień Emigranta Polskiego ustanowiono w 1929 roku z inicjatywy Ireny Puzynianki, założycielki w 1926 roku stowarzyszenia „Opieka Polska nad Rodakami na Obczyźnie” (uznanego za katolickie przez kard. Augusta Hlonda 11 listopada 1929) i obchodzony był w listopadzie. W 1973 roku Konferencja Episkopatu Polski wydała dekret, na mocy którego dniem szczególnych modlitw w intencji rodaków mieszkających za granicą został 3 maja. Obchody nie były aprobowane przez władze komunistyczne. Do jednej z większych manifestacji doszło 3 maja 1981 na Placu Zamkowym w Warszawie (zgromadziła ponad 2 tys. uczestników).
W III RP w 2001 roku Senat RP uchwalił, a w 2002 roku Sejm ustanowił ostatecznie dzień 2 maja, Dniem Polonii i Polaków za Granicą, przy czym patronat nad Polonią za granicą objął Senat.

## W Argentynie
Argentyna jest jedynym państwem, w którym obchodzony jest 8 czerwca Dzień Polskiego Osadnika (hiszp. Día del Colono Polaco) i obchodzi się jako święto narodowe od 1995 roku. Dzień ten upamiętnia przybycie pierwszych Polaków do Argentyny na początku czerwca 1897 roku. Z tej okazji w Buenos Aires, pod auspicjami Ambasady Polski, Związku Polaków, organizacji: la Asociación Cultural Argentino Polaca oraz la Fundación Argentina, odbywa się tydzień imprez kulturalnych poświęconych Polsce i Polakom.